# Underwater!
Underwater! is een Amerikaanse avonturenfilm uit 1955 onder regie van John Sturges. De film werd destijds uitgebracht onder de titel De verzonken schat.

## Verhaal
Een stel vindt een gezonken Spaans galjoen in de Caraïben. Ze trachten de lading op te vissen van de bodem van de oceaan. Het schip hangt echter op het randje van een onderzeese klif.

## Rolverdeling
| Acteur             | Personage       |
| ------------------ | --------------- |
| Jane Russell       | Theresa Gray    |
| Gilbert Roland     | Dominic Quesada |
| Richard Egan       | Johnny Gray     |
| Lori Nelson        | Gloria          |
| Robert Keith       | Vader Cannon    |
| Joseph Calleia     | Rico Herrera    |
| Eugene Iglesias    | Miguel Vega     |
| Ric Roman          | Jesus           |
| Dámaso Pérez Prado | Perez Prado     |